# ستيفن بيكر (لاعب كرة قدم أمريكية)
ستيفن بيكر (بالإنجليزية: Stephen Baker)‏ هو لاعب كرة قدم أمريكية أمريكي، ولد في 30 أغسطس 1964 في سان أنطونيو في الولايات المتحدة.

## وصلات خارجية
- ستيفن بيكر على موقع مرجع كرة القدم المحترفة.كوم (الإنجليزية)
- ستيفن بيكر على موقع IMDb (الإنجليزية)